# 悔悛するマグダラのマリア (ヴェロネーゼ)
『悔悛するマグダラのマリア』（かいしゅんするマグダラのマリア、伊: Maddalena penitente, 西: Magdalena penitente, 英: Penitent Magdalen）は、ルネサンス期のイタリアのヴェネツィア派の画家パオロ・ヴェロネーゼが1583年に制作した絵画である。油彩。キリスト教の聖人であるマグダラのマリアを主題としている。ヴェロネーゼ晩年の作品。現在はマドリードのプラド美術館に所蔵されている。また異なるバージョンがジェノヴァのドーリア・スピノーラ宮殿やオタワのカナダ国立美術館に所蔵されている。

## 主題
マグダラのマリアはイエス・キリストがゴルゴダの丘で磔刑に処されたのち、南フランスのプロヴァンス地方に渡り、サント＝ボームの山中で30年にわたって隠者として断食と悔悛の禁欲的生活を送ったのちに被昇天したと伝えられている。

## 作品

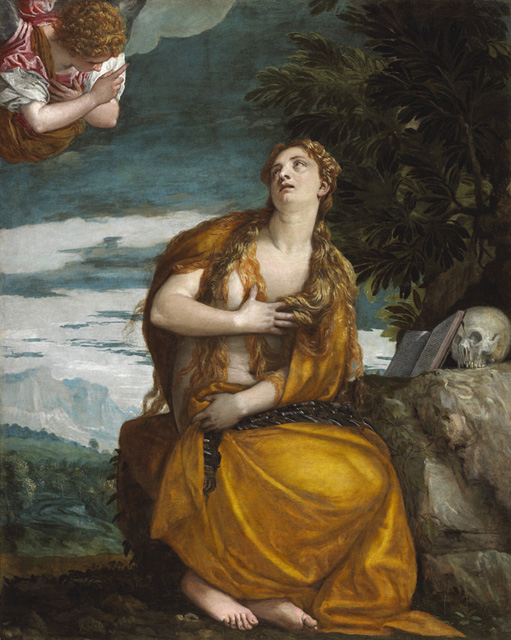
ヴェロネーゼの『悔悛するマグダラのマリア』。1565年から1570年頃。カナダ国立美術館所蔵。

ヴェロネーゼは隠者として生活するマグダラのマリアを描いている。彼女の美しいブロンドの長髪は聖女の上半身を覆っている。マグダラのマリアはそれまで十字架の前にひざまずいて開かれた聖書を熟読していたが、今は神の啓示を受け、神聖な光が降り注ぐ空に視線を向けている。聖女の穏やかな顔は天国の光によって照らされ静謐な雰囲気で満たされており、マグダラのマリアは神の意志を謙虚に受け入れ、両腕を胸の上で交差させている。これは「受胎告知」に描かれた聖母マリアによく見られる身振りである。ヴェロネーゼは聖女が啓示を受けた瞬間を描いており、震える唇と空に向けられた視線に聖女の感情が見て取れる。マグダラのマリアの足元には悔悛の主題に典型的な人の頭蓋骨が転がっている。かなり大雑把な描写と暗い色調の陰鬱な雰囲気は後期のヴェロネーゼ作品の特徴である。
本作品は反宗教改革により1580年頃にヴェネチア派の宗教画に起こった変化を反映している。ヴェロネーゼは1573年に制作した『レヴィ家の饗宴』（Convito in casa di Levi）が異端審問所に描写の不適切な点を指摘されて以降、それまでの作品に典型的だった豪華な演劇性を捨てて次第に構図を簡素化し、暗い色調と大雑把な様式を導入しつつ、より親密で静かな精神性を表現するようになった。そうして余分な細部が除去されたことによりヴェロネーゼの宗教画は焦点が絞られ、感情的な表現がさらに強化された。本作品はこれらすべての要素が表れている。
ヴェロネーゼが神聖な主題の品位を重視したことはマグダラのマリアの肌の露出にも表れている。ルネサンス期ではマグダラのマリアはしばしば官能的に描かれたため、悔悛を促すよりも欲望をかき立てる可能性が高いという批判を招いた。これに対してヴェロネーゼは聖女の美しさにもかかわらず上半身の右側を長い髪と絹のローブで覆い、むき出しになった左胸を右手と髪で覆った。そのため聖女の肌はカナダ国立美術館所蔵の同主題の作品など以前のバージョンと比較するとはるかに隠されている。
開いた書物に1583年の日付が記されている。

## 来歴
本作品と思われる最初の記録は1648年のカルロ・リドルフィであり、フランス王国の駐ヴェネツィア大使の邸宅で本作品らしき絵画を見ている。絵画の記録は数年後にはロンドンで確認できる。リドルフィの言及した絵画がイングランド国王チャールズ1世によって購入されたかどうかは不明であり、少なくともチャールズ1世のコレクションの目録に本作品を確認することはできない。いずれにせよ、絵画はチャールズ1世処刑後の1651年に、フエンサルダニャ伯爵（Conde de Fuensaldaña）がスペイン国王フェリペ4世の寵臣であるルイス・メンデス・デ・アロのためにイングランドの様々なコレクションから買い集めた44点の絵画（うちヴェロネーゼ作品は8点）の1つに含まれていた。その後、国王カルロス2世によって取得されたことにより、スペイン王室のコレクションに加わった。その後、国王フェリペ5世の王妃エリザベッタ・ファルネーゼに愛好され、1746年と1766年にラ・グランハ宮殿で記録された。1794年にはアランフエス王宮で記録されている。1819年にプラド美術館に収蔵された。